# Мирна угода між Вірменією та Азербайджаном
Мирна угода між Вірменією та Азербайджаном — це угода між Вірменією та Азербайджаном щодо припинення карабаського конфлікту. 13 березня 2025 року було оголошено, що обидві сторони погодили всі умови угоди. Держсекретар США Марко Рубіо назвав цю подію «історичною», а високий представник Європейського Союзу Кая Каллас — «вирішальним кроком».

## Оцінки
На думку політолога Томаса де Ваала, прогрес у досягненні угоди значною мірою пояснюється діями прем’єр-міністра Вірменії Нікола Пашиняна, який пішов на низку поступок у спробі досягти домовленостей. Водночас де Ваал зазначив, що президент Азербайджану Ільхам Алієв рідко акцентує увагу на перевагах миру та продовжує використовувати конфлікт з Вірменією як засіб зміцнення свого лідерства в країні.